# Stactolaema leucotis
Stactolaema leucotis là một loài chim trong họ Lybiidae.